# Karl Ludwig von Ficquelmont
Karl Ludwig, Conde de Ficquelmont (pronunciación en alemán: /ˈfɪkɛlˌmɔnt/; en francés: Charles-Louis comte de Ficquelmont; 23 de marzo de 1777 - 7 de abril de 1857) fue un aristócrata, estadista y Mariscal de campo austriaco de origen noble francés.

## Biografía

### Noble francés
Nacido Gabriel-Charles-Louis-Bonnaventure, Conde de Ficquelmont en el Castillo de Dieuze, en la finca de su familia en el actual departamento francés de Mosela. Miembro de una familia noble de Lorena que se remonta al siglo XIV (Casa de Ficquelmont), fue presentado al rey Luis XVI en la Corte Real de Versalles en 1789.
Solo unos pocos meses después, estalló la Revolución francesa. Su familia, como aristócratas, fueron objetivo de la Revolución; varios de sus parientes fueron decapitados y muchas de sus propiedades fueron confiscadas durante la era del Terreur. Ficquelmont eligió unirse al "Ejército de los Príncipes" en lucha contra la Francia revolucionaria.

### Ejército austriaco
Finalmente entró en el servicio militar de la Monarquía Habsburgo en 1793. Ficquelmont participó en todas las campañas austriacas en las Guerras de la Francia Revolucionaria y las guerras napoleónicas y fue considerado un brillante oficial militar. En 1809, alcanzó el rango de Oberst y fue seleccionado jefe de Estado Mayor del Archiduque Fernando Carlos José de Austria-Este. En 1811 y 1812, lideró tropas en España, donde sus victorias atrajeron la atención del emperador Napoleón I, que sin éxito trató de reclutarlo. Entonces fue elevado al rango de Generalmajor en 1814 y recibió la capitulación de Lyon unos pocos meses más tarde.
En las siguientes décadas, Ficquelmont continuó su ascenso en el Ejército imperial austriaco, alcanzando las siguientes promociones: 
- 1830: Feldmarschallleutnant
- 1831: General de los Dragones
- 1840-1848: Ministro de Estado, a cargo del Ejército Imperial
- 1843: Generalfeldmarschall

### Diplomático austriaco
En 1815, gracias a sus credenciales como oficial militar dotado leal a los Habsburgo, Ficquelmont fue abordado para representar a Austria como diplomático.
Tras finalizar la Guerra de la Sexta Coalición, fue enviado a Estocolmo como Embajador Extraordinario austriaco a Suecia. Su misión era suavizar las relaciones entre Austria y el recién elegido heredero al trono sueco y anterior General francés Bernadotte con el propósito de mantenerlo dentro de la coalición durante el progreso hasta el Congreso de Viena. La misión fue un éxito, lanzando la carrera diplomática de Ficquelmont. 
Después de la caída de Napoleón, Italia fue una vez más la clave esfera de influencia del Imperio austriaco, que pretendía ejercer control sobre sus muchos estados. En 1820, Ficquelmot fue elegido Embajador de Toscana y Lucca, con el fin de aumentar la influencia austriaca sobre el Gran Duque Fernando III de Toscana. Conoció a su futura esposa, la condesa rusa Dorothea von Tiesenhaussen, mientras estuvo en Florencia.
En 1821 fue seleccionado embajador plenipotenciario en la corte real de Nápoles en medio de la crisis política que siguió a la Revolución Carbonari de 1820. En julio de 1820 estalló una revuelta militar en Nápoles, obligando a su rey a firmar una constitución basada en el modelo de la Constitución Española de 1812. La Santa Alianza temió que la revuelta pudiera extenderse a otros estados italianos y convertirse en una conflagración europea general, de modo que Austria envió un ejército para marchar sobre Nápoles para restaurar el orden. Los austriacos derrotaron a los napolitanos en Rieti (7 de marzo de 1821) y entraron en Nápoles. Ficquelmont fue enviado para gestionar la siguiente ocupación. Pronto ganó enorme influencia sobre el rey Fernando I y las élites napolitanas y prácticamente administró el reino, asegurando el control de Austria sobre sus políticas domésticas y exterior. Mientras estuvo en Nápoles, Ficquelmont fue reconocido como el principal activo diplomático de Austria por su sutileza política así como por sus habilidades sociales, "la personalidad del Conde de Ficquelmont es hecha de seriedad germánica, sutileza italiana y, por encima de todo, esta hecha del prodigioso ingenio de la nobleza francesa del siglo XVIII".
En 1829, Ficquelmont fue elegido Embajador Extraordinario en Rusia. La esposa de Ficquelmont, la condesa Dorothea von Tiesenhausen, era la heredera de la prominente familia Tiesenhausen así como nieta del Príncipe Kutuzov y se convirtió en influyente en la política del emperador Nicolás I. La Mansión Saltykov que era la Embajada Austriaca fue descrita como un "lugar de sabiduría e inteligencia" y como "(...) sede de los dos más ilustres salones del periodo (década de 1930), dirigidos por la esposa de Ficquelmont". La influencia de Ficquelmont y Dorothea en Rusia fue duradera y como señal de aprecio, el emperador Nicolás I le concedió las órdenes de San Andrés, San Alejandro Nevski, San Vladimir y Santa Ana.

### Estadista austriaco
En 1839, Ficquelmont fue rellamado a Viena para asumir los deberes del Servicio Exterior durante la ausencia del Príncipe Metternich.
En 1840, fue elegido ministro de Estado y jefe de Estado Mayor del Ejército Imperial. Ficquelmont no era solo la mano derecha del Príncipe Metternich sino que oficialmente era el segundo hombre de estado del Imperio, "el Conde de Ficquelmont se sitúa justo detrás o al lado del Príncipe Metternich (..) Cada conferencia empieza con el Conde de Ficquelmont y termina con el Príncipe Metternich".
De vuelta en Viena, los Ficquelmonts eran unos de las más prominentes figuras sociales de la corte imperial, "el salón del Conde Ficquelmont era el más sofisticado, el más erudito, el más consciente, el más estimado de Viena". En 1841, la hija de Ficquelmont, la condesa Elizabeth Alexandrine, contrajo matrimonio con el Príncipe Edmund von Clary-und-Aldringen, heredero de una de las más prominentes familias principescas del Imperio. 
En 1847, Ficquelmont fue enviado a Milán como Canciller en funciones de Lombardía-Venecia y consejero sénior de su virrey, el Archiduque Raniero José de Austria. El resentimiento contra el gobierno austriaco estaba creciendo y Ficquelmont fue elegido para restaurarlo y asumir la administración del Norte de Italia. Después de unos pocos meses, fue rellamado a Viena para asumir la jefatura del Consejo de Guerra ya que se iniciaban las Revoluciones de 1848. 

### Ministro-Presidente del Imperio austriaco

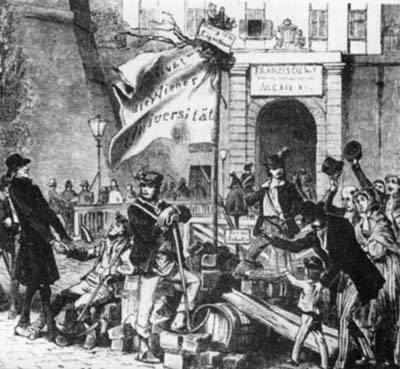
Los estudiantes vieneses, 13 de marzo de 1848.

Como las Revoluciones de 1848 continuaron, Ficquelmont jugó un papel instrumental. Desde principios de 1848 hasta el 13 de marzo, lideró el Consejo de Guerra austriaco. El 13 de marzo, el Príncipe Metternich presentó su dimisión y huyó del país. Ficquelmont entonces asumió sus obligaciones hasta el 17 de marzo cuando el conde Franz Anton von Kolowrat-Liebsteinsky fue elegido ministro-Presidente. Desde el 17 de marzo hasta la caída del gabinete de Kolowrat el 3 de abril, Ficquelmont se hizo cargo del Departamento de Asuntos Exteriores y el Ministerio de Guerra. 
El 4 de abril, Ficquelmont se convirtió en Ministro-Presidente del Imperio. No obstante, debido a sus lazos estrechos con el "Sistema Metternich " y con el zar ruso, el sentimiento popular contra él le obligó a dimitir el 4 de mayo. Fue un periodo violento, su esposa la Condesa Dolly, quien se hallaba en su palacio en Venecia en ese tiempo, fue arrestada dos veces por la guarda civil veneciana y finalmente tuvo que huir de la ciudad a bordo de un buque inglés con su hija, yerno y nietos. Además, el pariente de Ficquelmont en el Ministerio de Guerra, el conde Theodor Franz Baillet von Latour, fue linchado durante el Alzamiento Vienés de octubre de 1848.

### Últimos días
Después del fin de las revoluciones, Ficquelmont rechazó volver a la política y se dedicó a escribir y publicó varios ensayos políticos y alcanzó amplio reconocimiento en toda Europa.
- Alemania, Austria y Prusia[8] publicado en Viena en 1851
- Lord Palmerston, Inglaterra y el Continente [9] publicado en Viena en 1852
- El Lado Religioso de la Cuestión Oriental[10] y Política de Rusia y de los Principados Danubianos[11] publicado en Viena en 1854
- La Paz que Viene: Una Cuestión de Consciencia[12] publicado en Viena en 1856
- Reflexiones Morales y Políticas del Conde de Ficquelmont, Ministro de Estado de Austria,[13] publicado póstumamente en París en 1859

En 1852, el emperador Francisco José I de Austria hizo a Ficquelmont Caballero de la Orden del Toisón de Oro, la orden más prestigiosa del Imperio.
En sus últimos años, Ficquelmont se retiró primero a su palacio en Viena y después a su palacio veneciano, donde murió en 1857 a la edad de 81 años.

## Familia

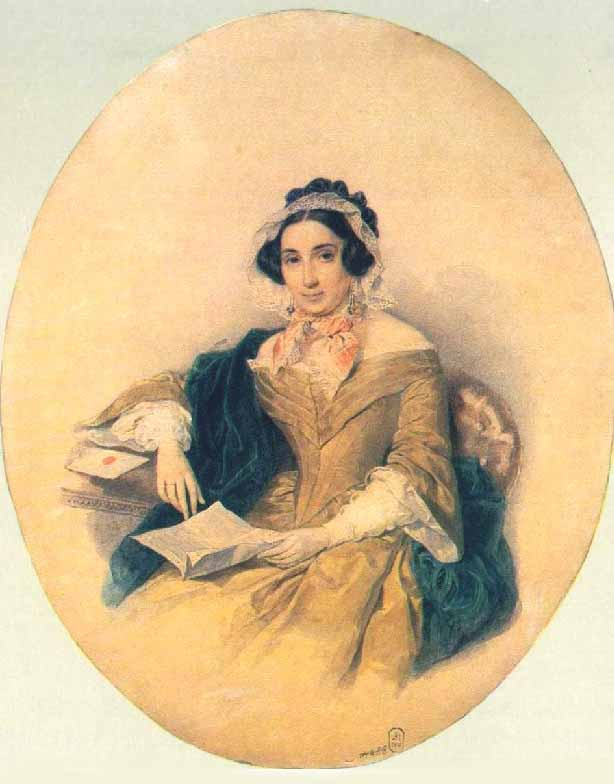
Retrato de la condesa Dorothea de Ficquelmont, nacida condesa von Tiesenhausen.

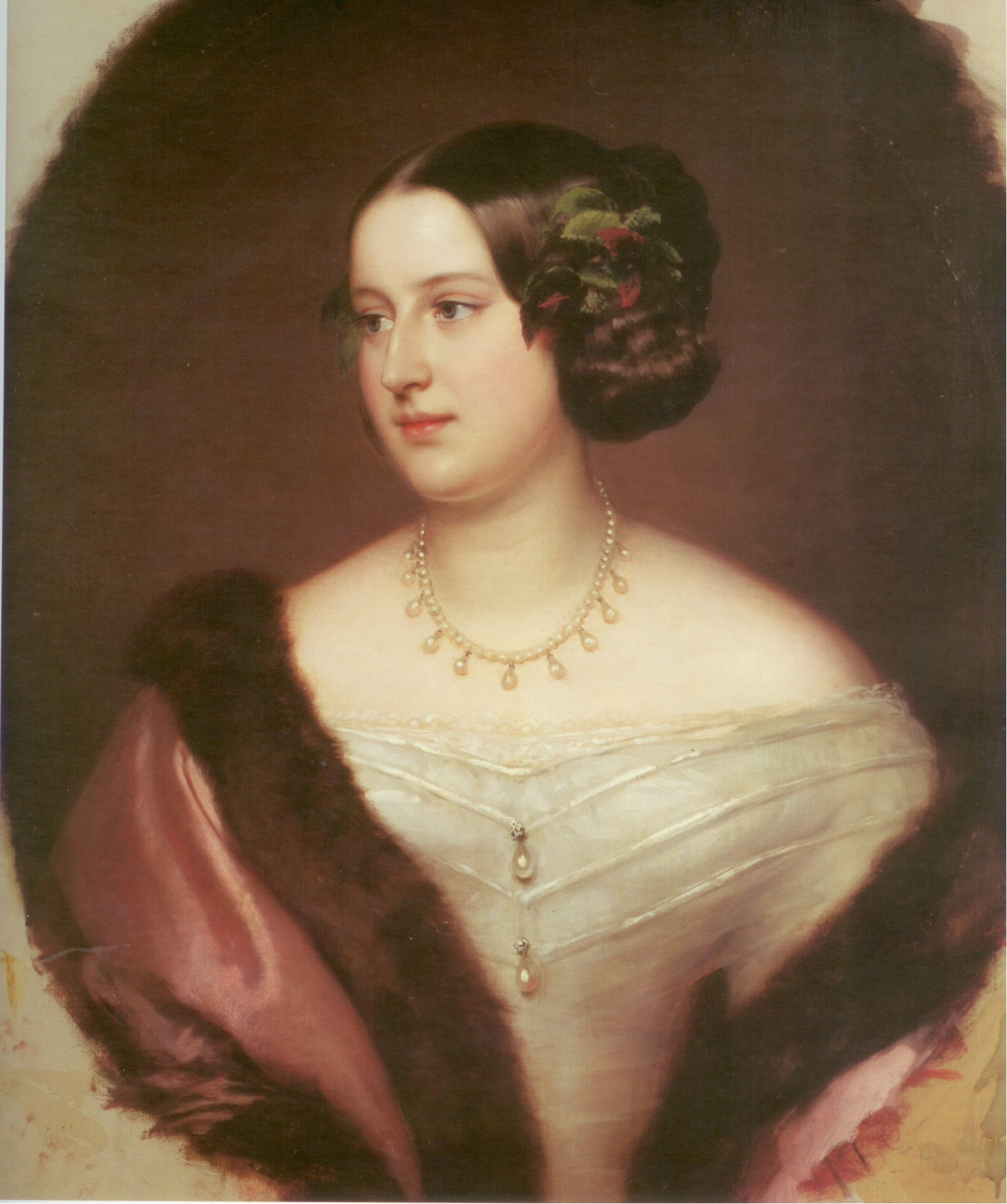
Retrato de la condesa Elisabeth-Alexandrine de Ficquelmont, Princesa de Clary-Aldringen.

Como consecuencia de la Revolución Francesa, la familia Ficquelmont se esparció por toda Europa. Más allá de Austria y Francia, miembros de la familia se establecieron en Italia, Hungría, Inglaterra y los Países Bajos, donde uno de los tíos de Charles-Louis, el conde Antoine-Charles de Ficquelmont (1753-1833), recreó el título de Conde de Ficquelmont en la nobleza neerlandesa (16 de julio de 1822).
Charles-Louis tenía cinco hermanos de los cuales uno tuvo descendencia, una chica y un chico. Su sobrina era Clotilde de Vaux (París 1815 - París 1846), quien dio al filósofo Auguste Comte la inspiración para la Religión de la Humanidad organizada en torno a la veneración pública de la humanidad a través de una diosa creada a su semejanza.
En 1821, Ficquelmont, 44, contrajo matrimonio con la condesa Dorothea von Tiesenhausen (San Petersburgo 1804 - Venecia 1863), 17, nieta del Príncipe Mikhail Kutuzov. La Condesa Dorothea de Ficquelmont era famosa por su belleza, mientras vivía en Nápoles apareció un famoso proverbio napolitano que alababa su aparienza « Vedi Napoli, la Ficquelmont e poi muori ! » (« Ver Nápoles, la condesa Ficquelmont, y morir ! »). La Condesa  Dolly también fue famosa por sus cartas escritas y diario (este último publicado en italiano y ruso en 1950) contando su vida como aristócrata de la alta sociedad en el siglo XIX en Europa.
La pareja tuvo una hija, Elisabeth-Alexandrine-Marie-Thérèse de Ficquelmont (Nápoles 1825 - Venecia 1878), Condesa de Ficquelmont por nacimiento y Princesa Clary und Aldringen por matrimonio. El Príncipe Siegfried von Clary-Aldringen (Teplitz 1848 - Teplitz 1929) y el conde Manfred von Clary-Aldringen (Viena 1852 - Salzburgo 1928) son los nietos de Ficquelmont.

## Condecoraciones
- Caballero de la Orden del Toisón de Oro
- Gran Cruz de la Orden de San Jenaro

## Obras
- Aufklärungen über die Zeit vom 20 März bis zum 4 Mai, 1848 (segunda edición, 1850)
- Die religiöse Seite der orientalischen Frage (segunda edición, 1854)
- Deutschland, Österreich und Preußen (1851)
- Lord Palmerston, England und der Kontinent (2 volúmenes, 1852)
- Die religiöse Seite der orientalischen Frage (1854)
- Russlands Politik und die Donaufürstentümer (1854)
- Zum künftigen Frieden: e. Gewissensfrage (1856)
- Pensées et réflexions morales et politiques du Comte de Ficquelmont, ministre d'état en Autriche (1859)